# Менди

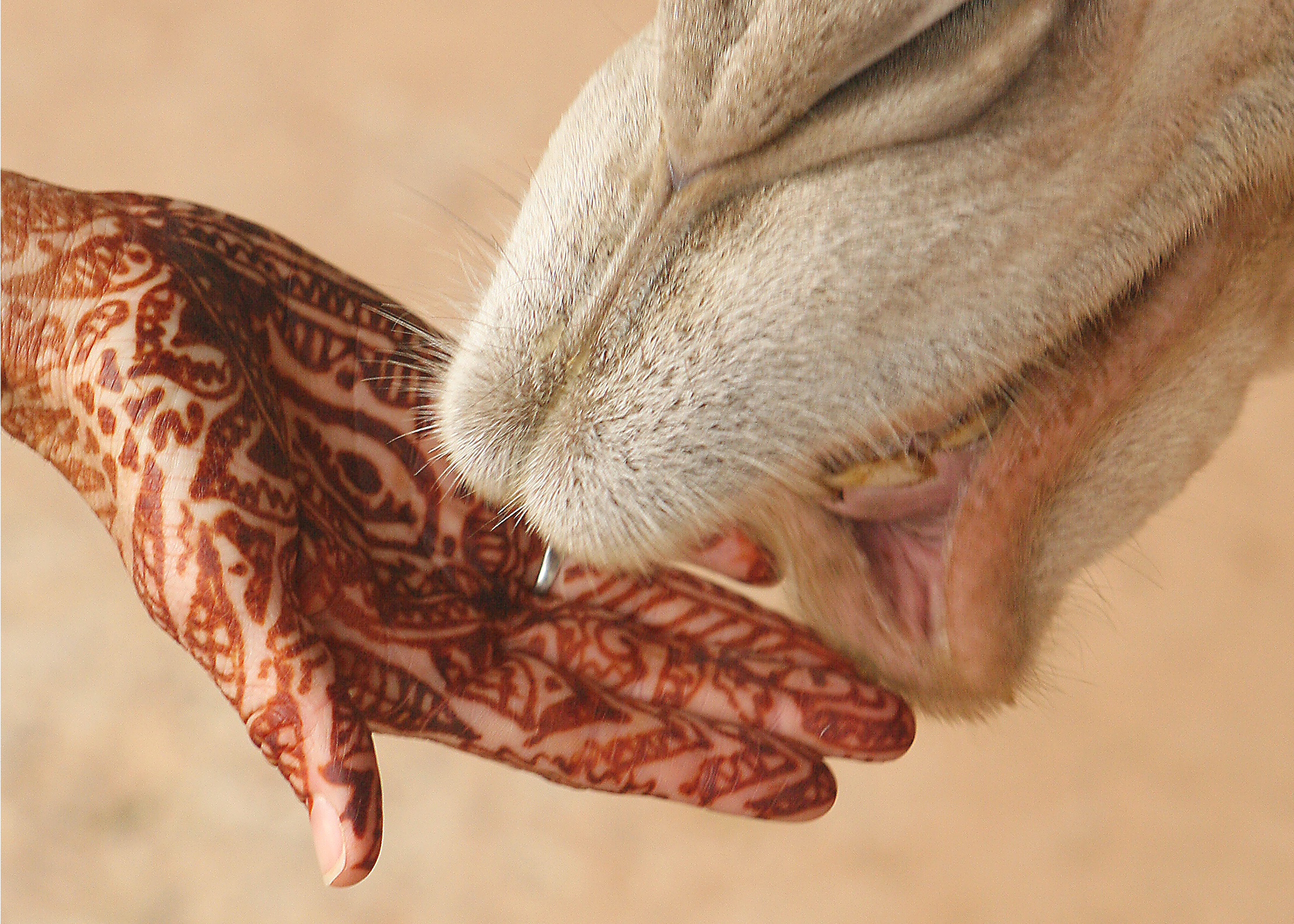
Женщина с менди на руке кормит верблюда

Менди (хинди मेहँदी, урду مہندی‎), также мехенди, — роспись по телу хной. В отличие от татуировки является временным украшением тела, но держится значительно дольше (до трёх недель), нежели краска или другие способы рисования по телу. Как традиция, наиболее распространена в арабских странах, Индии, Северной Африке, Малайзии и Индонезии. В настоящее время мехенди успешно развивается в европейских странах и Америке, где появились художники со своим стилем. Они стали придумывать свои индивидуальные эскизы для мехенди на основе традиционных.

## Традиционная роспись

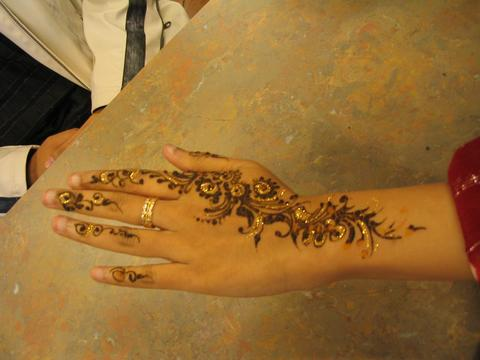
Менди на руке

Менди появилось около 5000 лет назад. Ещё в Древнем Египте знатные дамы украшали своё тело и ногти рисунком. В XII веке оно закрепилось в Индии как неотъемлемая часть индийских обрядов. Например, многие индийские женщины считают, что менди приносит счастье и защищает от неудач. Так, во время свадьбы невесту расписывают рисунком, а оставшуюся хну закапывают в землю, чтобы защитить брак и избежать неверности мужа.
В других восточных странах менди имеет свои стилистические особенности:
- Северная Африка. Рисунок сильно стилизован. Особое внимание уделяется нанесению и чёткости контуров.
- Средний Восток. Растительные узоры, характерные для арабской культуры. Будничный рисунок простой, сложные узоры выполняются в основном к церемониям. Бедуины, живущие в пустыне, часто просто окунают ступни и ладони в хну, без всякого декора.
- Индия. В основном выполняются храмовыми танцовщицами или к торжественным церемониям, главным образом к свадьбам. Довольно сложные и большие (покрывают площадь от ладоней до предплечий и от ступней до колен) кружевные рисунки. В основном изображаются религиозные мотивы и знаки плодородия.
- Малайзия. Нанесение рисунка хной является одним из ритуалов для невесты накануне свадьбы.

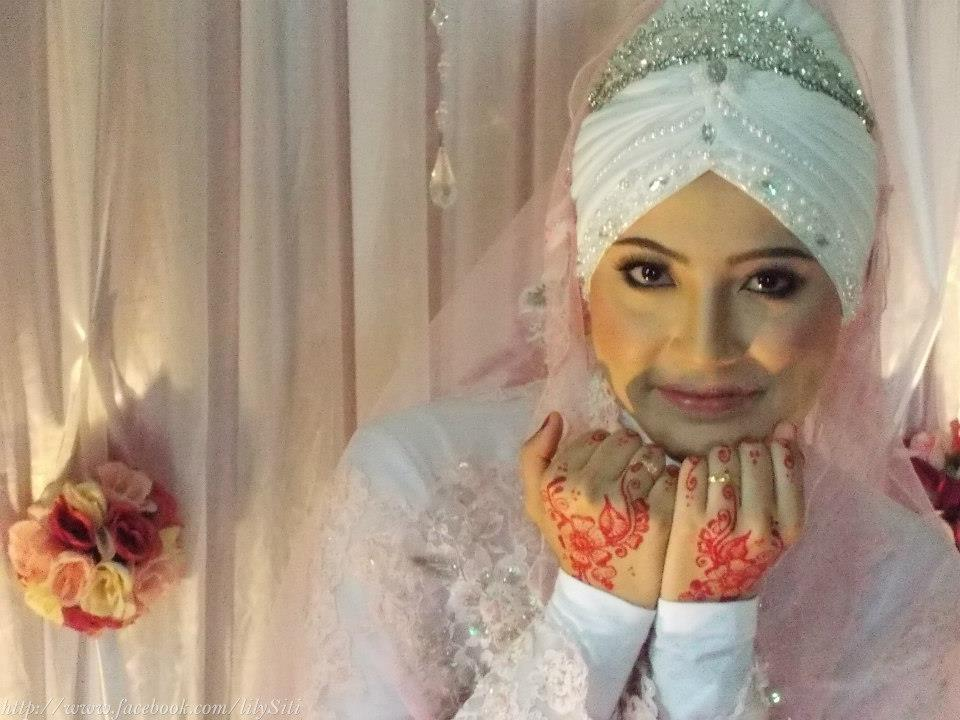
Невеста-малайка с рисунком из хны на руках

- Индонезия. Используются растительные индийские мотивы. Встречаются полностью закрашенные подушечки пальцев, боковых частей ладоней и стоп.

В Европу менди пришла довольно недавно. Во многом это обуславливается плохим отношением христианской церкви к утехам плоти и тем, что хна очень быстро портится. Однако сейчас роспись по телу хной начинает набирать популярность из-за того, что рисунками хной покрывали себя довольно многие известные певицы и актрисы, например Мадонна, Наоми Кэмпбелл, Деми Мур.

## Аллергия на хну
Хна не вызывает аллергии. Однако некоторые индийские производители стали выпускать чёрную краску с торговым названием «чёрная хна». Для получения чёрного цвета в неё добавляют парафенилендиамин (PPD), который может вызвать контактный дерматит, когда появляется покраснение, сыпь, отёк кожи. Рисование такой краской может вызвать и гиперчувствительность к PPD.